# Crealla
Crealla (Criälä in lombardo) è una frazione del comune italiano di Valle Cannobina nella provincia del Verbano-Cusio-Ossola, in Piemonte. È situata a circa 600 m s.l.m. nell'Alta Valle Cannobina, tra il Rio Crealla ed il Rio Falmenta e conta al 1º gennaio 2007 23 residenti fissi.

## Storia

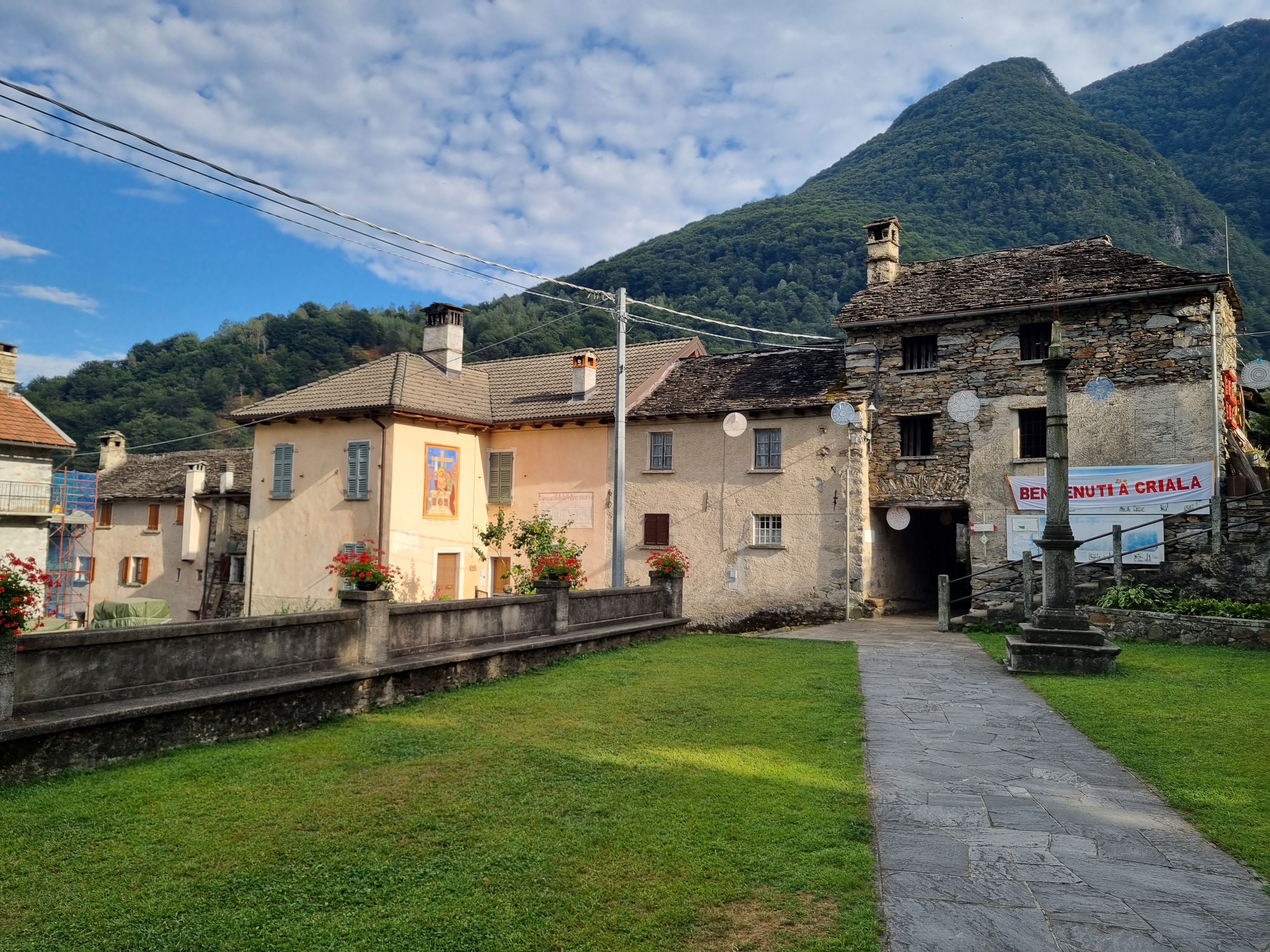
Piazza del paese

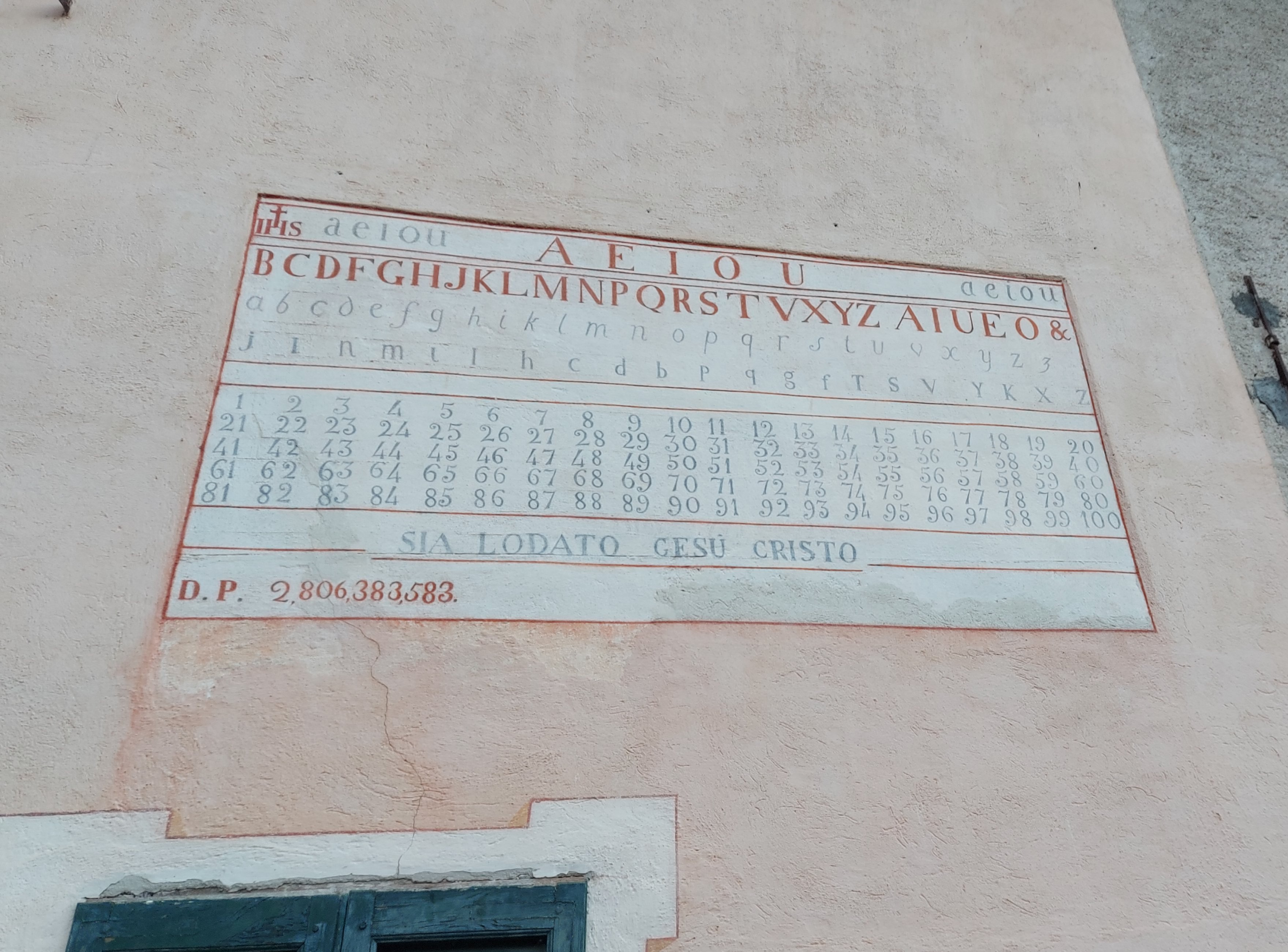
Abecedario dipinto nella piazza della chiesa, voluto dal parroco don Antonio Grassi a metà dell'Ottocento per l'istruzione dei giovani abitanti.

Ritrovamenti archeologici avvenuti in Valle Cannobina dimostrano della presenza di insediamenti abitativi nella zona già all'epoca pre-romana ma non si hanno fonti certe per definire la nascita di Crealla. Alcuni cenni storici la ritengono sorgere intorno al 1600 come alpeggio di Traffiume, altri la ritengono esistente già dal XV secolo. Le principali fonti storiche provengono ovviamente dalla bibliografia ecclesiastica da cui apprendiamo che la Chiesa di San Pietro esiste (anche se sorta in qualità di cappella) probabilmente dal XVII sec.
Intorno all'anno 1700 venne istituita una cappellania e la cappella trasformata in oratorio. Nel 1758 Crealla diventa parrocchia autonoma, staccandosi da quella di Falmenta. Negli anni successivi fervono molti lavori nell'attuale piazza: il monumento in granito presente nel sagrato riporta la data 1793, esso segnalava l'ingresso di un primitivo cimitero, in seguito spostato.
Il momento di massimo fulgore di Crealla si ha probabilmente proprio in questo secolo di lavori (tra il 1750 e il 1850) quando la sua popolazione giunse a quasi 600 abitanti per poi vedere un rapido declino il cui apice si è avuto proprio nel secolo scorso, soprattutto dal dopoguerra.
Fino alla metà del secolo scorso erano presenti in paese diverse botteghe ed osterie che man mano sono andate chiudendo, le ultime due hanno chiuso definitivamente i battenti nel 1995.
Da sempre frazione del comune di Falmenta, il 1º gennaio 2019 ha seguito le sorti del capoluogo, che si è fuso con i comuni di Cursolo-Orasso e Cavaglio-Spoccia per dare vita al comune di Valle Cannobina.

### La strada
Solo nel 2002, dopo alcuni mesi dall'apertura, è stata inaugurata la strada comunale, il progetto vide tra i suoi maggiori promotori, don Bruno Giorgetti, che fu parroco provvisorio per 40 anni.
Fino al 2002 Crealla era raggiungibile solo a piedi, principalmente da due mulattiere: da Falmenta e da Ponte Falmenta, sulla Strada statale 631 della Valle Cannobina. La mulattiera da Ponte Falmenta è comparsa anche su alcune testate giornalistiche nel corso degli anni in quanto era il principale percorso che metteva in comunicazione questo paese alla civiltà: circa 1750 gradini che si inerpicano dopo aver superato tre ponti rispettivamente sul Cannobino, Rio Falmenta e Rio Crealla.

## Monumenti e luoghi di interesse

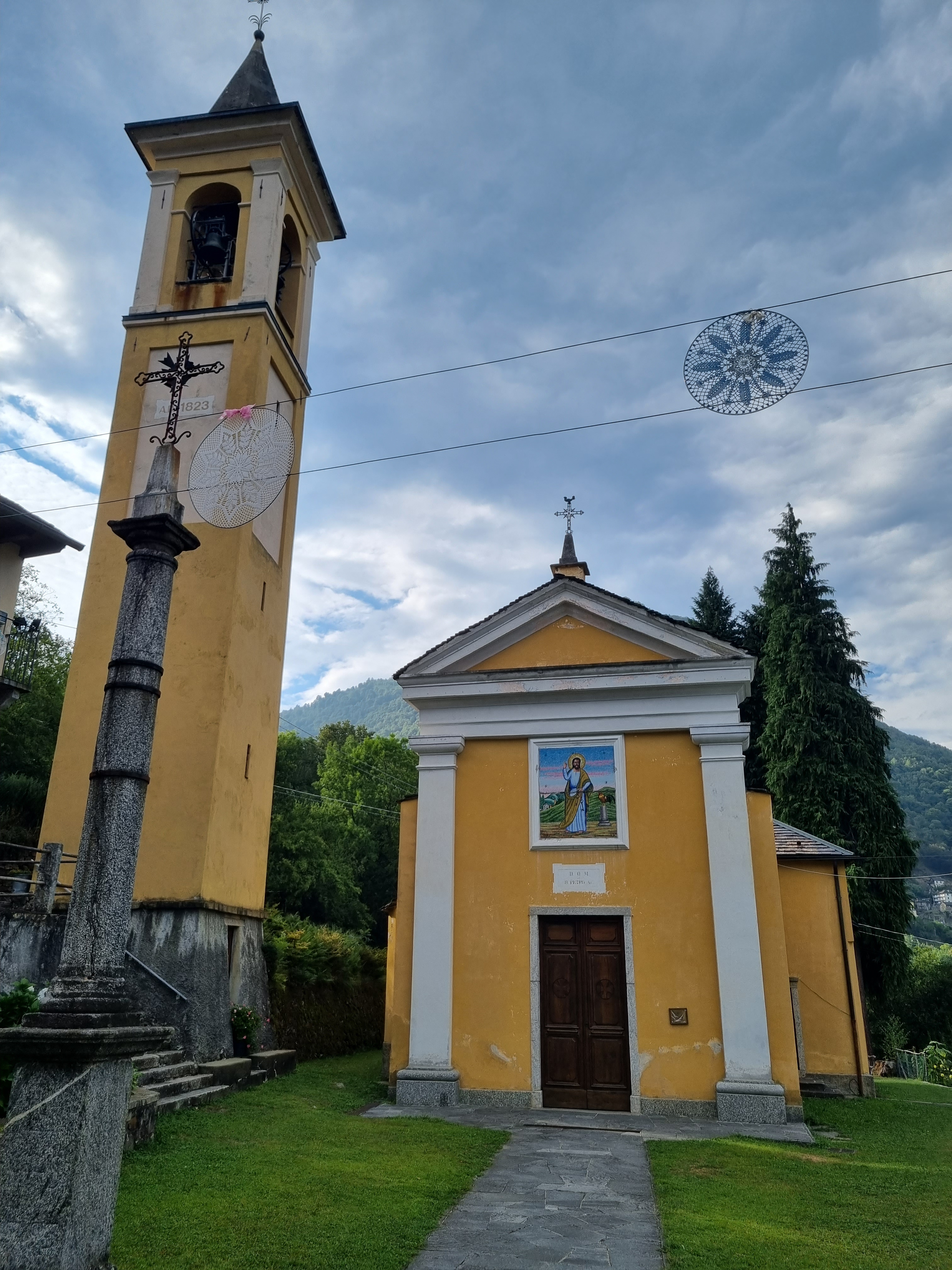
Chiesa parrocchiale dei Santi Pietro e Paolo

La chiesa parrocchiale è dedicata ai Santi Pietro e Paolo. La chiesa fu rinnovata nel 1835, come testimonia la data riportata sulla facciata. Altri lavori sono stati portati avanti nel 1937 con l'apertura di nuove finestre lungo la navata e il rifacimento delle volte. Speculare alla sacrestia è presente un locale riservato agli uomini, separato dal presbiterio tramite un arco. Il campanile, alto circa 25 metri, fu eretto nel 1823.
Dall'estate del 2009 è possibile visitare gratuitamente il Piccolo Museo del Gildo che ospita oggetti antichi della vita di montagna.